# Internationales Pflanzenschutzübereinkommen
Das Internationale Pflanzenschutzübereinkommen (IPPC) ist ein völkerrechtlicher Vertrag zum Schutz von Pflanzen gegen Schädlinge. Ziel der derzeit 182 Vertragspartner (Stand März 2016) ist es, die Verbreitung und Einführung von Krankheiten an Pflanzen und Pflanzenprodukten (Quarantäneschaderreger) zu kontrollieren und möglichst zu verhindern. Das IPPC-Sekretariat ist der FAO untergeordnet. Der Vertrag ist seit dem 3. April 1952 in Kraft. Jeweils am 4. April 1991 und am 2. Oktober 2005 sind Änderungen in Kraft getreten, die für alle Vertragsparteien gelten.
Der Vertrag soll auch einheimische Waldbestände vor der Einschleppung von Holzschädlingen schützen. Dazu versucht er die Einfuhrvorschriften und Quarantänebestimmungen der angeschlossenen Länder durch Vorgabe von Standards zu vereinheitlichen. Im Rahmen dieser Arbeit wurde die internationale Richtlinie ISPM15 „Rahmenbedingungen für die Regulierung hölzernen Verpackungsmaterials im internationalen Handel 03/2002“ (ISPM: Internationaler Standard für Pflanzenschutzmaßnahmen) geschaffen, deren Ziel es ist, die Ausbreitung von an Verpackungsmaterial schädigenden Organismen zu verhindern bzw. ihr vorzubeugen.
Der ISPM 15 gilt nur für Vollholz. Ausgenommen sind Holzwerkstoffe (z. B. Spanplatten, Sperrholzplatten usw.) und Vollholz dünner als 6 mm. Die unter die ISPM15 fallenden Materialien werden durch Hitze und/oder mit anerkannten chemischen Verfahren (z. B. die früher übliche Begasung mit Methylbromid) behandelt. Die so behandelten Materialien (bzw. die Produkte, wie Paletten, Kisten usw.) werden dann mit einem speziellen Zeichen (Ähre mit IPPC) beidseitig gekennzeichnet.
Die Pflanzenschutzdienste bzw. -ämter geben Auskunft darüber, für welche Länder, ab welchem Zeitpunkt und in welchem Umfang der IPPC-Standard gilt.